# 第二十九屆十大中文金曲頒獎音樂會
第二十九屆十大中文金曲頒獎禮已於2007年1月27日圓滿結束，揭幕記者會當日2006年11月30日正式公布活動事宜。該年度宣揚「共融齊向前輩致敬」以「擁抱音樂．舞動生命」口號。由香港電台及香港賽馬會慈善信託基金攜手合辦的「第二十九屆十大中文金曲頒獎音樂會」定於2007年1月27日，假香港體育館(三面台)隆重舉行。以及香港賽馬會「流金頌：賽馬會長者計劃新里程」所提倡的「尊敬長者」信息，大會特別將頒獎音樂會的門票，免費派發予多個長者服務機構及公眾，好讓市民能與長輩或晚輩聯袂前往欣賞，將音樂化作長幼共融的橋樑，達致「尊敬長者，跨代共融」。

## 目標
香港能夠擁有今日的繁榮，年長一輩的努力耕耘實在功不可沒。由香港電台、香港賽馬會慈善信託基金合辦的「第二十九屆十大中文金曲」，今年以「擁抱音樂．舞動生命」為口號，一方面勉勵音樂人繼續推動本地中文流行樂壇；另方面利用音樂的正面價值，配合馬會「流金頌」長者計劃所推廣的「關懷長者」信息，鼓勵大眾把音樂作為長幼共融的橋樑，不分年紀、不分輩分地一起投入音樂世界，讓生命變得更加多姿多采。

### 揭幕記者會
第二十九屆十大中文金曲今日（十一月三十日）在香港賽馬會跑馬地總部舉行揭幕記者會。主禮嘉賓廣播處處長朱培慶及香港賽馬會主席陳祖澤分別致辭，表示今年十大中文金曲將會融合長幼共融的精神，免費派發頒獎音樂會門票，鼓勵年青人邀請長者或長輩同往欣賞是項樂壇盛事，寓娛樂於增進兩代感情。為表示全力支持，出席歌手於會上分組把金沙流注入音符中，象徵各人齊心向前輩學習，砥礪自己的強項去貢獻社會。而樂壇前輩徐小鳳則與朱培慶、陳祖澤一同主持「展現光輝」儀式，把音符注滿金光，代表第二十九屆十大中文金曲正式展開、著實履行其使命。
應邀出席第二十九屆十大中文金曲揭幕記者會的歌手共二十多位，包括：容祖兒、古巨基、楊千嬅、Twins、何韻詩、張敬軒、側田、方力申、鄭融、鄧麗欣、王菀之、衛蘭、衛詩、劉以達、方大同、關智斌、鄭希怡、謝安琪、李逸朗、蔣雅文、泳兒、關楚耀、胡琳、鄺祖德、EO2、Sun Boy'z、Zarahn、Dear Jane等。他們向徐小鳳致敬之餘，還把握時機討教借鏡，藉以強化自己的實力，並且以身作則，期望把尊敬長輩的信息由樂壇廣推至整個社會。

## 頒發的獎項
頒發的獎項計有：「十大金曲獎」、「最有前途新人獎」、「優秀流行國語歌曲獎」、「優秀流行歌手大獎」、「全國最受歡迎歌手獎」、「全年最佳進步獎」、「全國最受歡迎中文歌曲獎」、「全球華人至尊金曲獎」、「全年最高銷量歌手大獎」、「金針獎」，以及今屆新設的「CASH最佳創作歌手獎」。評選方法包括：公眾投票、專業評判評分及民意調查。

### 公眾投票
「第二十九屆十大中文金曲」共頒發十四項殊榮，公眾投票由十二月二日開始，樂迷可透過港台網上廣播站或投票表格選出心目中最喜愛的十首金曲、三個新人單位、三首優秀國語歌曲及十名優秀歌手。投票截止日期為十二月十一日。全球樂迷亦可於香港電台網上廣播站專頁投票。
獎項結果乃根據公眾投票、專業評判評分、民意調查、內地電台及海外華語電台評審，再經由專業會計師核算產生。為了更全面地反映廣大樂迷的意見，大會除設有即場投票，邀請現場觀眾透過表格投選心目中的「最優秀流行男／女歌手」外，今年更擴大民意基礎，增設場外投票，讓市民可利用手機短訊參與「最優秀流行男／女歌手」投票，一同選出精英中的精英。

## 前奏
為配合本屈「共融齊向前輩致敬」主題以「擁抱音樂，舞動生命」為口號，鼓勵公眾無分年齡及輩分，一同投入音樂世界，實現尊敬長者，跨代共融。大會港仔街坊福利會社會服務中心賽馬會綜合服務處舉行「長幼共融流金頌」活動。會上，合辦機構代表助理廣播處長(電台)戴健文、香港賽馬會慈善事務執行總監饒恩培、香港賽馬會慈善事務部主管黃寶兒，聯同香港仔街坊福利會社會服務中心管理委員會主席楊建業、副理事長謝少夫、周仲其，年青歌手鄧麗欣、李逸朗、蔣雅文，以及港台節目主持程振鵬、程潔瑩，與五十位長者及青少年進行互動交流，分享跨代共融的體驗。眾嘉賓還分別與多位長者及年青人同台獻技，夾Band Jam歌、示範轉碟雜技及變魔術等多項講求默契的項目，以行動帶出長幼一家信息。

## 開幕音樂會
「第二十九屆十大中文金曲頒獎音樂會」獲得各知名人士應邀擔任頒獎嘉賓，包括：廣播處長朱培慶、香港賽馬會主席陳祖澤、香港作曲家及作詞家協會主席陳永華教授、香港唱片商會主席詹峰、奧林匹克運動會馬術比賽(香港)有限公司行政總裁林煥光、二○○六年亞運會滑浪風帆金牌得主陳敬然、銀牌得主何智豪及陳慧琪、演藝前輩羅蘭、鄭錦昌、歌手林子祥、蔡琴、劉德華、陳慧嫻、草蜢、陳奕迅、李克勤、側田、方力申、周筆暢、著名模特兒楊崢、李嘉慧、最年輕的香港舞台劇獎最佳女主角廖雅琪、名廚周中，以及協辦機構代表廣東人民廣播電台台長白玲、北京人民廣播電台音樂台副台長呂雪瑞、天津人民廣播電台音樂台台長潘力超、上海文廣新聞傳媒集團音樂部副主任康傑等。

### 表演嘉賓
包羅中、港、台三地精英，計有：蔡琴、陳慧嫻、周筆暢。而林子祥、劉德華、李克勤、古巨基、陳奕迅五大歌手更同台獻唱，合作演繹由Eric Kwok作曲、陳少琪填詞的「第二十九屆十大中文金曲」主題曲「流金頌」，透過音樂向長輩表達最由衷的敬意與關懷。本屆「金針獎」得主鄭少秋則以精彩歌舞來答謝樂迷的支持。 「第二十九屆十大中文金曲頒獎音樂會」的司儀配搭嶄新，由口齒伶俐的曾志偉、楊千嬅、梁繼璋、梁思浩、貴花田、李志剛及蔡浩樑合力擔綱。

## 協辦機構
「第二十九屆十大中文金曲」由香港電台、香港賽馬會慈善信託基金合辦；香港作曲家及作詞家協會、國際唱片業協會（香港會）、香港唱片商會、廣東人民廣播電台音樂之聲、北京音樂台、上海文廣新聞傳媒集團音樂部、天津音樂台協辦；嶺南大學公共管治研究部進行民意調查；黃龍德會計師事務所義務核算各獎項結果。

## 媒體播放
音樂會盛況於香港電台第二台（FM94.8-96.9）、第五台(AM783／FM92.3天水圍／FM99.4將軍澳／FM106.8屯門、元朗)、普通話台（AM621／FM100.9跑馬地／FM103.3天水圍、將軍澳）、天津音樂台、北京音樂台、江蘇音樂台、合肥文藝台、全國音樂協作網現場直播；香港電台網上廣播站(www.rthk.org.hk)、無綫電視翡翠台及CSL手機同步視像直播。此外，精彩過程亦會於二月十九日(年初二)上午九時十五分於亞洲電視本港台，以及安排稍後於鳳凰衞視、馬來西亞8TV、now.com及MOOV錄影播出。